# 布賴滕貝格山
47°46′19″N 13°30′55″E / 47.77194°N 13.51528°E
布賴滕貝格山（德語：Breitenberg），是奧地利的山峰，位於該國中部，處於上奧地利州和薩爾茨堡州接壤的邊界，屬於薩爾茲卡默古特山脈的一部分，海拔高度1,412米，每年平均降雨量1,801毫米。